# Vasskilsåta
Vasskilsåta är en kulle i Antarktis. Den ligger i Östantarktis. Norge gör anspråk på området. Toppen på Vasskilsåta är 940 meter över havet, eller 163 meter över den omgivande terrängen. Bredden vid basen är 1,2 km.
Terrängen runt Vasskilsåta är platt åt nordost, men åt sydväst är den kuperad. Trakten är obefolkad. Det finns inga samhällen i närheten.